# Volprecht Riedesel zu Eisenbach (Erbmarschall, 1852)
Ludwig Hermann Volprecht Riedesel Freiherr zu Eisenbach (* 30. Juni 1852 in Darmstadt; † 23. April 1939 ebenda) war ein deutscher Standesherr und letzter Erbmarschall in Hessen.

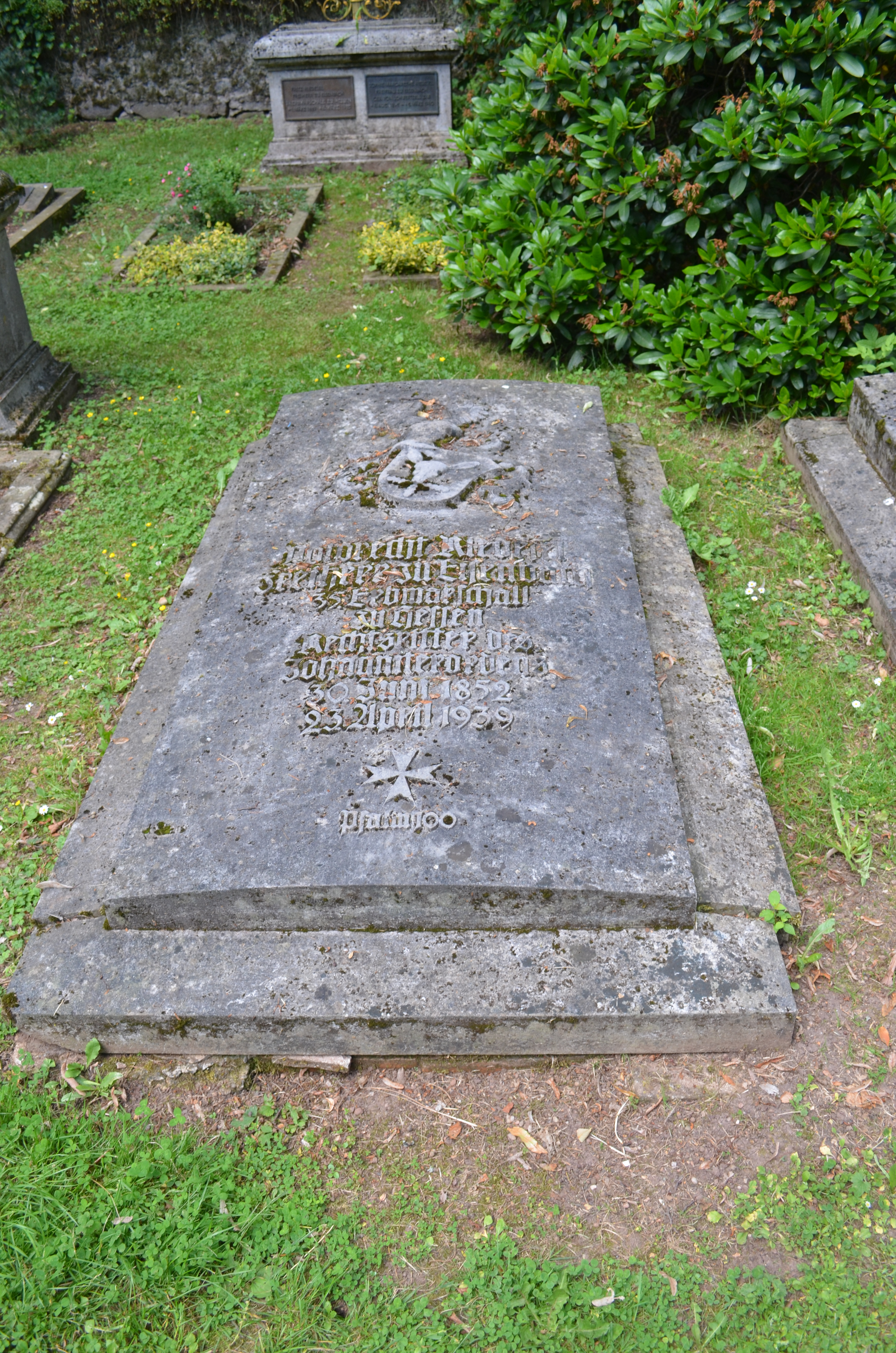
Grab von Volprecht Riedesel zu Eisenbach auf dem Friedhof von Schloss Eisenbach

## Leben
Riedesel war der Sohn des 30. hessischen Erbmarschalls Ludwig Riedesel zu Eisenbach (1806–1858) und dessen Ehefrau Wilhelmine Gräfin von Otting und Fünfstetten Freiin von Schönfeld (1811–1894).
Riedesel begann seine militärische Laufbahn als Leutnant beim 2. Dragonerregiment in Darmstadt und wurde dann als Premierleutnant, als Auszeichnung zur Gardes du Corps nach Potsdam versetzt.
Der mit ihm befreundete Alexander von Battenberg engagierte ihn im Mai 1879 als Hofmarschall und zeitweiser Adjutant im Rang eines Oberstleutnants. Mit ihm nach Bulgarien gehend begleitete er den Fürsten auf all dessen Reisen an europäische Höfe und diente ihm auch im Serbisch-Bulgarischen Krieg 1885–86.
Während dieser Dienstzeit heiratete Riedesel am 2. August 1883 in Echzell Elisabeth von Harnier (* 16. Oktober 1862 in Echzell; † 13. März 1947 in Ludwigseck) und nahm sie mit nach Sofia. Mit der Demission Alexanders I. ging er im September 1886 mit ihm nach Deutschland zurück.
Hier nahm Riedesel am 8. November 1897 die Stelle des Oberhofmeisters der Gemahlin des Großherzogs Ernst Ludwig von Hessen-Darmstadt, der britischen Prinzessin Victoria Melita aus dem Haus Sachsen-Coburg und Gotha an.
Nach der Scheidung 1901 und der Wiederverheiratung des Großherzogs 1905 mit Eleonore zu Solms-Hohensolms-Lich wurde Riedesel deren Oberkammerherr. Am 11. Juni 1906 erhielt er den Titel eines Großherzoglich-Hessischen-Oberkammerherrn verliehen. Nach der Novemberrevolution zog er sich 1918 auf seine Besitzungen zurück.
Er war Träger mehrerer hoher internationaler Orden und Rechtsritter des Johanniterordens.
Riedesel vertrat 1899–1919 den Wahlkreis Kreis Rotenburg im Kommunallandtag Kassel. Er war dort 1899 bis 1904, 1906 bis 1912 und 1917 bis 1918 Mitglied im Hauptausschuss, 1914 im Eingabenausschuss und 1916 im Sonderausschuss für Kreditvorlagen.